# Felipe Dylon (álbum)
Felipe Dylon é o álbum de estreia do músico brasileiro Felipe Dylon, lançado em 2003 pela EMI Music. Foi premiado com Disco de Ouro pela ABPD, e obteve mais de 250 mil cópias vendidas no Brasil.

## Lista de faixas
1. Deixa Disso
2. Pura Pressão
3. Me Liga
4. Onda Perfeita
5. Mais Perto de Mim
6. D+
7. Não
8. Só Penso Em Você
9. Hipnotizado
10. Hoje a noite não tem luar
11. Qual Vai Ser
12. Musa do Verão
13. Vem Ficar Comigo